# Creosoto
Creosoto es un personaje del Mundodisco de Terry Pratchett. 
Serifa de Al-Khali, es al que se refiere la expresión "más rico que Creosoto". Aparece en la novela Rechicero. 
Cuando pierde su mansión por culpa de la guerra mágica, decide ayudar a Rincewind a evitar el Apocrilipsis. Termina en la taberna "El Tambor Emparchado" enamorado de la hija del tabernero. 
Las aficiones de Creosoto son la filosofía, la poesía, el pensamiento y la bebida. También le gusta que las chicas de su harén le cuenten cuentos.
- Datos: Q5790797